# Melanargia galeniformis
Melanargia galeniformis är en fjärilsart som beskrevs av Charles Oberthür 1909. Melanargia galeniformis ingår i släktet Melanargia och familjen praktfjärilar. Inga underarter finns listade i Catalogue of Life.